# Бухдорф
Бухдорф (њем. Buchdorf) општина је у њемачкој савезној држави Баварска. Једно је од 43 општинска средишта округа Донау-Рис. Према процјени из 2010. у општини је живјело 1.630 становника. Посједује регионалну шифру (AGS) 9779126.

## Географски и демографски подаци
Бухдорф се налази у савезној држави Баварска у округу Донау-Рис. Општина се налази на надморској висини од 552 метра. Површина општине износи 16,7 km². У самом мјесту је, према процјени из 2010. године, живјело 1.630 становника. Просјечна густина становништва износи 98 становника/km².